# West Amana (Iowa)
West Amana es un lugar designado por el censo ubicado en el condado de Iowa en el estado estadounidense de Iowa. En el Censo de 2010 tenía una población de 135 habitantes y una densidad poblacional de 191,63 personas por km².

## Geografía
West Amana se encuentra ubicado en las coordenadas 41°48′30″N 91°57′56″O / 41.80833, -91.96556. Según la Oficina del Censo de los Estados Unidos, West Amana tiene una superficie total de 0.7 km², de la cual 0.7 km² corresponden a tierra firme y (0%) 0 km² es agua.

## Demografía
Según el censo de 2010, había 135 personas residiendo en West Amana. La densidad de población era de 191,63 hab./km². De los 135 habitantes, West Amana estaba compuesto por el 89.63% blancos, el 0.74% eran afroamericanos, el 0% eran amerindios, el 0% eran asiáticos, el 0% eran isleños del Pacífico, el 3.7% eran de otras razas y el 5.93% pertenecían a dos o más razas. Del total de la población el 5.93% eran hispanos o latinos de cualquier raza.